# 1992-es junior atlétikai világbajnokság
Az 1992-es junior atlétikai világbajnokság volt a negyedik junior vb. 1992. szeptember 16-tól szeptember 20-ig rendezték a dél-koreai Szöulban.

## Eredmények

### Férfiak
| Versenyszám       | Arany                    | Arany    | Ezüst                   | Ezüst    | Bronz                           | Bronz    |
| ----------------- | ------------------------ | -------- | ----------------------- | -------- | ------------------------------- | -------- |
| 100 m             | Ato Boldon · TRI         | 10,30    | Darren Campbell · GBR   | 10,46    | Tony McCall · USA               | 10,49    |
| 200 m             | Ato Boldon · TRI         | 20,63    | Darren Campbell · GBR   | 20,87    | Glen Elferink · RSA             | 21,00    |
| 400 m             | Deon Minor · USA         | 45,75    | Rikard Rasmusson · SWE  | 46,07    | Francis Ogola · UGA             | 46,16    |
| 800 m             | Benson Koech · KEN       | 1:44,77  | Lee Jin-Il · KOR        | 1:46,34  | Brendan Hanigan · AUS           | 1:47,26  |
| 1500 m            | Atoi Boru · KEN          | 3:37,94  | Vénuste Niyongabo · BDI | 3:38,59  | Kevin Sullivan · CAN            | 3:39,11  |
| 5000 m            | Haile Gebrselassie · ETH | 13:36,06 | Ismael Kirui · KEN      | 13:36,11 | Hisám el-Gerúzs · MAR           | 13:46,79 |
| 10 000 m          | Haile Gebrselassie · ETH | 28:03,99 | Josphat Ndeti · KEN     | 28:46,95 | Yasuyuki Watanabe · JPN         | 28:52,89 |
| 110 m gát         | Yevgeniy Pechonkin · EUN | 13,87    | Sven Göhler · GER       | 13,98    | Igor Pintusevich-Babichev · EUN | 14,08    |
| 400 m gát         | Ashraf Saber · ITA       | 50,02    | Sammy Biwot · KEN       | 50,75    | William Porter · USA            | 51,37    |
| 3000 m akadály    | Mwangangi Muindi · KEN   | 8:31,62  | Ayele Mezgebu · ETH     | 8:32,43  | Stephen Chepseba · KEN          | 8:32:48  |
| 10000 m gyaloglás | Jefferson Pérez · ECU    | 40:42,66 | Jacek Müller · POL      | 40:50,82 | Grzegorz Müller · POL           | 41:12,28 |
| 4 × 100 m         | GBR                      | 39,21    | USA                     | 39,59    | NGR                             | 39,88    |
| 4 × 400 m         | USA                      | 3:06,11  | JAM                     | 3:06,58  | JPN                             | 3:06,66  |
| magasugrás        | Steve Smith · GBR        | 2,37     | Tim Forsyth · AUS       | 2,31     | Takahiro Kimino · JPN           | 2,29     |
| rúdugrás          | Laurens Looije · NED     | 5,45     | Daniel Martí · ESP      | 5,40     | Okkert Brits · RSA              | 5,40     |
| távolugrás        | Neil Chance · USA        | 7,89     | Robert Thomas · USA     | 7,84     | Ivailo Mladenov · BUL           | 7,68     |
| hármasugrás       | Yoelbi Quesada · CUB     | 17,04    | Osiris Mora · CUB       | 17,03    | Ndabazinhle Mdhlongwa · ZIM     | 16,57    |
| súlylökés         | Yuriy Bilonog · EUN      | 18,46    | Manuel Martínez · ESP   | 18,14    | Ralf Kahles · GER               | 17,97    |
| diszkoszvetés     | Brian Milne · USA        | 58,28    | Frits Potgieter · RSA   | 56,28    | Marek Bílek · TCH               | 54,86    |
| gerelyhajítás     | Aki Parviainen · FIN     | 76,34    | Boris Henry · GER       | 76,04    | Kostas Gatsioudis · GRE         | 75,92    |
| kalapácsvetés     | Vadim Grabovoy · EUN     | 73,00    | Alberto Sánchez · CUB   | 69,78    | Andrey Yevgenyev · EUN          | 69,24    |
| tízpróba          | Raúl Duany · CUB         | 7403     | Bernhard Floder · GER   | 7397     | Remco van Veldhuizen · NED      | 7313     |

### Nők
| Versenyszám      | Arany                    | Arany    | Ezüst                                          | Ezüst    | Bronz                   | Bronz    |
| ---------------- | ------------------------ | -------- | ---------------------------------------------- | -------- | ----------------------- | -------- |
| 100 m            | Nikole Mitchell · JAM    | 11,30    | Jacqueline Poelman · NED                       | 11,44    | Merlene Frazer · JAM    | 11,49    |
| 200 m            | Hu Ling · CHN            | 23,14    | Cathy Freeman · AUS                            | 23,25    | Merlene Frazer · JAM    | 23,29    |
| 400 m            | Magdalena Nedelcu · ROM  | 51,84    | Claudine Williams · JAM                        | 52,03    | Ionela Tîrlea · ROM     | 52,13    |
| 800 m            | Lu Yi · CHN              | 2:02,91  | Chen Yumei · CHN                               | 2:03,14  | Kati Kovacs · GER       | 2:03,81  |
| 1500 m           | Liu Dong · CHN           | 4:05,14  | Jackline Maranga · KEN                         | 4:08,79  | Li Ying · CHN           | 4:09,04  |
| 3000 m           | Zhang Linli · CHN        | 8:46,86  | Gabriela Szabo · ROM                           | 8:48,28  | Zhang Lirong · CHN      | 8:48,45  |
| 10 000 m         | Wang Junxia · CHN        | 32:29,90 | Gete Wami · ETH                                | 32:41,57 | Sally Barsosio · KEN    | 32:41,76 |
| 100 m gát        | Gillian Russell · JAM    | 13,21    | Damaris Anderson · CUB                         | 13,43    | Svetlana Laukhova · EUN | 13,55    |
| 400 m gát        | Georgeta Petra · ROM     | 58,03    | Erica Peterson · CAN                           | 58,09    | Wynsome Cole · JAM      | 58,15    |
| 5000 m gyaloglás | Gao Hongmiao · CHN       | 21:20,03 | Jane Saville · AUS                             | 21:58,64 | Mika Ikatura · JPN      | 22:25,58 |
| 4 × 100 m        | JAM                      | 43,96    | USA                                            | 44,51    | GER                     | 44,52    |
| 4 × 400 m        | ROM                      | 3:31,57  | JAM                                            | 3:32,68  | GER                     | 3:32,72  |
| magasugrás       | Manuela Aigner · GER     | 1,93     | Ina Gliznuta · EUN · Svetlana Zalevskaya · EUN | 1,88     |                         |          |
| távolugrás       | Erica Johansson · SWE    | 6,65     | Nicole Devonish · CAN                          | 6,43     | Yu Huaxiu · CHN         | 6,26     |
| hármasugrás      | Anja Vokuhl · GER        | 13,47    | Yamina Martínez · CUB                          | 13,42    | Yelena Govorova · EUN   | 13,29    |
| súlylökés        | Wang Yawen · CHN         | 18,05    | Zhang Zhiying · CHN                            | 18,03    | Olga Ilyina · EUN       | 17,20    |
| diszkoszvetés    | Bao Dongying · CHN       | 58,34    | Zhang Cuilan · CHN                             | 57,10    | Sabine Fried · GER      | 53,94    |
| gerelyhajítás    | Claudia Isaila · ROM     | 63,04    | Yvonne Reichardt · GER                         | 61,48    | Heli Tolkkinen · FIN    | 60,12    |
| hétpróba         | Natalya Sazanovich · EUN | 6038     | Kathleen Gutjahr · GER                         | 5668     | Regla Cárdenas · CUB    | 5602     |

## Éremtáblázat
| Helyezés | Ország                  | Arany | Ezüst | Bronz | Összesen |
| -------- | ----------------------- | ----- | ----- | ----- | -------- |
| 1.       | Kína                    | 8     | 3     | 3     | 14       |
| 2.       | Egyesült Államok        | 4     | 3     | 2     | 9        |
| 3.       | Egyesített Csapat       | 4     | 2     | 5     | 11       |
| 4.       | Románia                 | 4     | 1     | 1     | 6        |
| 5.       | Kenya                   | 3     | 4     | 2     | 9        |
| 6.       | Jamaica                 | 3     | 3     | 3     | 9        |
| 7.       | Németország             | 2     | 5     | 5     | 12       |
| 8.       | Kuba                    | 2     | 4     | 1     | 7        |
| 9.       | Etiópia                 | 2     | 2     | 0     | 4        |
| =        | Egyesült Királyság      | 2     | 2     | 0     | 4        |
| 11.      | Trinidad és Tobago      | 2     | 0     | 0     | 2        |
| 12.      | Hollandia               | 1     | 1     | 1     | 3        |
| 13.      | Svédország              | 1     | 1     | 0     | 1        |
| 14.      | Finnország              | 1     | 0     | 1     | 2        |
| 15.      | Ecuador                 | 1     | 0     | 0     | 1        |
| =        | Olaszország             | 1     | 0     | 0     | 1        |
| 17.      | Ausztrália              | 0     | 3     | 1     | 4        |
| 18.      | Kanada                  | 0     | 2     | 1     | 3        |
| 19.      | Spanyolország           | 0     | 2     | 0     | 2        |
| 20.      | Dél-afrikai Köztársaság | 0     | 1     | 2     | 3        |
| 21.      | Lengyelország           | 0     | 1     | 1     | 2        |
| 22.      | Burundi                 | 0     | 1     | 0     | 1        |
| =        | Dél-Korea               | 0     | 1     | 0     | 1        |
| 24.      | Japán                   | 0     | 0     | 4     | 4        |
| 25.      | Bulgária                | 0     | 0     | 1     | 1        |
| =        | Csehszlovákia           | 0     | 0     | 1     | 1        |
| =        | Görögország             | 0     | 0     | 1     | 1        |
| =        | Marokkó                 | 0     | 0     | 1     | 1        |
| =        | Nigéria                 | 0     | 0     | 1     | 1        |
| =        | Uganda                  | 0     | 0     | 1     | 1        |
| =        | Zimbabwe                | 0     | 0     | 1     | 1        |
| Összesen | Összesen                | 41    | 42    | 40    |          |